# لاندری انگیمو
لاندری انگیمو (انگلیسی: Landry N'Guémo؛ زاده ۲۸ نوامبر ۱۹۸۵ – درگذشته ۲۷ ژوئن ۲۰۲۴) یک بازیکن فوتبال بود.